# 尸僵
尸僵（拉丁語：rigor mortis）是动物死亡后一定时间内，肢体肌肉收缩变硬，四肢关节不能伸屈，使尸体固定于一定形状的现象。尸僵为第四死亡期。

## 生理原因
在活体动物的肌肉中，三磷酸腺苷（ATP）除了提供能量，还有防止肌纤维中的肌球蛋白和肌动蛋白结合成肌动球蛋白（actomyosin）的作用。
在死亡后，由于体内的氧化磷酸化过程逐渐停止。ATP不再合成，肌肉中尚存的ATP因为水解急剧减少。这导致细胞膜上的钙离子-ATP酶泵开启，细胞内钙离子浓度上升，肌纤维凝结成肌动球蛋白，导致肌肉失去弹性挛缩。
再过一段时间（几小时到几天），组织内部的酶开始消化肌肉本身，称为自溶现象。这个过程导致尸僵的自然缓解，屆時，屍體將會變得柔軟並出現表皮剝落、大理石紋等屍體現象。

## 动物的尸僵
在屠宰业和渔业生产中，尸僵现象对产出肉類、水产品的口感有不良影响。禽兽肉类多自然存放一段时间，以待尸僵自然缓解，轻度的自溶现象还可以增加风味。水产品则有时候抢在尸僵之前烹饪，有时候待其自然缓解。
有素食主義倡導者認為這個過程發生時所產生的化合物對人體有害，並把這些化合物統稱作「屍毒」。

## 人类的尸僵
人类的尸僵现象一般在死亡后3小時-4小时内出现，肌肉逐渐强硬僵直且轻度收缩，使各关节出现固定现象。多数从颌关节的咬肌扩展到颈部、上肢和下肢，造成口不能开、颈不能弯、四肢不能屈。24-48小时后自然缓解。
一些喪葬习俗中讲究尽早为死者净身和穿戴殓衣，也是因为这些活动在尸僵发生之后很难进行的缘故。死後僵硬現象在某些情況下可以幫助警察從被害者身上取得死後時間，以助破案。熱會加快死後僵硬，因而還必須調查現場氣溫。在法医学上可以用来判定死亡、死亡时间和尸体是否被移动。